# Hallbera Þorsteinsdóttir
Hallbera Þorsteinsdóttir, död 1330, var abbedissa på Reynistaðarklaustur på Island. Hon var också den som grundade samma kloster. 
Hon var dotter till Þorsteins Halldórssonar á Hesti og Stórólfshvoli och Ingigerðar Filippusdóttur och tillhörde en förmögen isländsk hövdingasläkt. Det är inte känt med vem hon var gift, men hon var en förmögen godsägare då hon år 1295 grundade stora landägor till uppförandet av ett kloster för kvinnor ur benediktinerorden. Det råder osäkerhet kring om hon var samma person som den nunna eller eremit vid namn Katarina som nämns som klostrets första abbedissa, men det är känt att hon var abbedissa från omkring år 1298. Hon hade stort ansvar för utvecklingen av klostret, och hennes synpunkter togs på allvar av biskoparna av Holar, Auðunn rauði och Lárentíus Kálfsson, som hon samarbetade med och som kände stor respekt för henne - de senare tillägnade henne en del av sina poem.   